# Vlag van Lubbeek
De vlag van Lubbeek werd door de gemeenteraad op 22 oktober 1980 officieel vastgesteld als de gemeentelijke vlag van de Vlaams-Brabantse gemeente Lubbeek. Op 11 februari 1981 werd hij door het koninklijk besluit bevestigd en uiteindelijk gepubliceerd op 13 maart 1981 in het officiële Belgisch Staatsblad. De oorspronkelijke aanvraag van de gemeenteraad ging verloren en het proces werd hervat in 1993: de vlag werd goedgekeurd door de gemeenteraad op 31 augustus 1993, bevestigd door het Bestuur van Vlaanderen op 8 februari 1994 en uiteindelijk gepubliceerd in het officiële Belgisch Staatsblad op 29 juni 1994.
Officieel wordt de vlag beschreven als:
Gevierendeeld 1. en 4. zwart 2. en 3. geel.
De kleuren van de vlag zijn ontleend aan het gemeentewapen, namelijk het wapen van de hertogen van Brabant, "In sabel een leeuw van goud, geklauwd en getongd van keel". De gevierendeelde van de vlag moet staan voor de vier voormalige gemeenten die zijn opgegaan in de nieuwe gemeente Lubbeek.

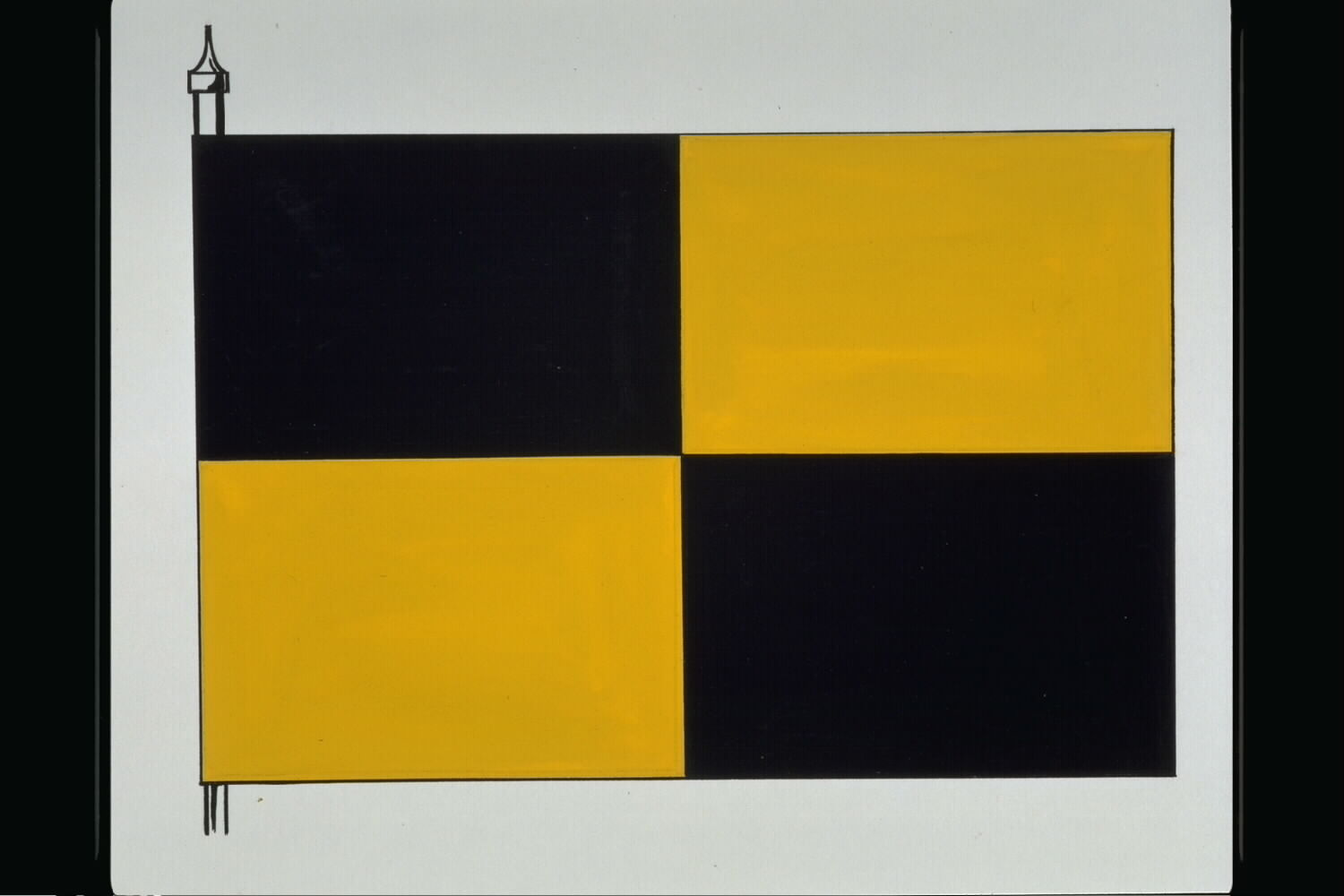
Officiële tekening van de vlag